# 시계자리 알파
시계자리 알파(Alpha Horologii)는 시계자리 방향에 있는 오렌지색 단독성이다. 겉보기 밝기는 3.85로 맨눈으로 볼 수 있으며 별자리 내에서 가장 밝다. 이 별에는 옛날부터 불리던 고유 명칭은 없다. 보데의 삽화에는 이 별이 시계추 부분에 놓여 있는 것으로 실려 있다. 연주시찻값 28.36 밀리초각에 따르면 시계자리 알파는 지구로부터 약 115.0±0.5 광년 떨어져 있다. 이 별은 태양으로부터 초당 21.6 킬로미터 속도로 멀어지고 있다.
시계자리 알파는 분광형 K의 거성으로, 중심부의 헬륨을 태워 탄소와 산소로 변환시키는 과정에 있다. 다른 거성들과는 달리 시계자리 알파는 매우 안정적이고 조용하다. 항성의 지름은 태양의 약 11 배로 과거 주계열이었을 시절 알파의 모습은 시리우스나 포말하우트와 비슷한 A형 주계열성이었을 것이다. 알파별의 질량은 태양의 약 1.55 배이며 광구에서의 유효온도는 5028 켈빈으로 이 온도에서 알파별은 태양의 약 38 배의 에너지를 복사하고 있다.
대한민국에서는 초겨울에 남쪽 지평선 위 조각칼자리와 에리다누스자리 사이에서 알파별을 관측할 수 있다.